# Wellston, Michigan
Wellston är en så kallad census-designated place i Manistee County i Michigan. Vid 2010 års folkräkning hade Wellston 311 invånare.